# Косачі (село)
Косачі (біл.: Касачы ; трансліт.: Kasačy) — село в Вітебському районі Вітебської області в Білорусі. Входить до складу Шапечинської сільради.